# Scoliacma bicolora
Scoliacma bicolora là một loài bướm đêm thuộc phân họ Arctiinae, họ Erebidae. Nó được tìm thấy ở Papua New Guinea và hầu hết Úc, bao gồm the Lãnh thổ Thủ đô Úc, New South Wales, Queensland, Nam Úc, Tasmania và Victoria.
Sải cánh dài khoảng 25 mm. Con trưởng thành có một nửa màu đỏ và một nửa màu đen.
Ấu trùng ăn liverworts, rên và địa y.

## Hình ảnh

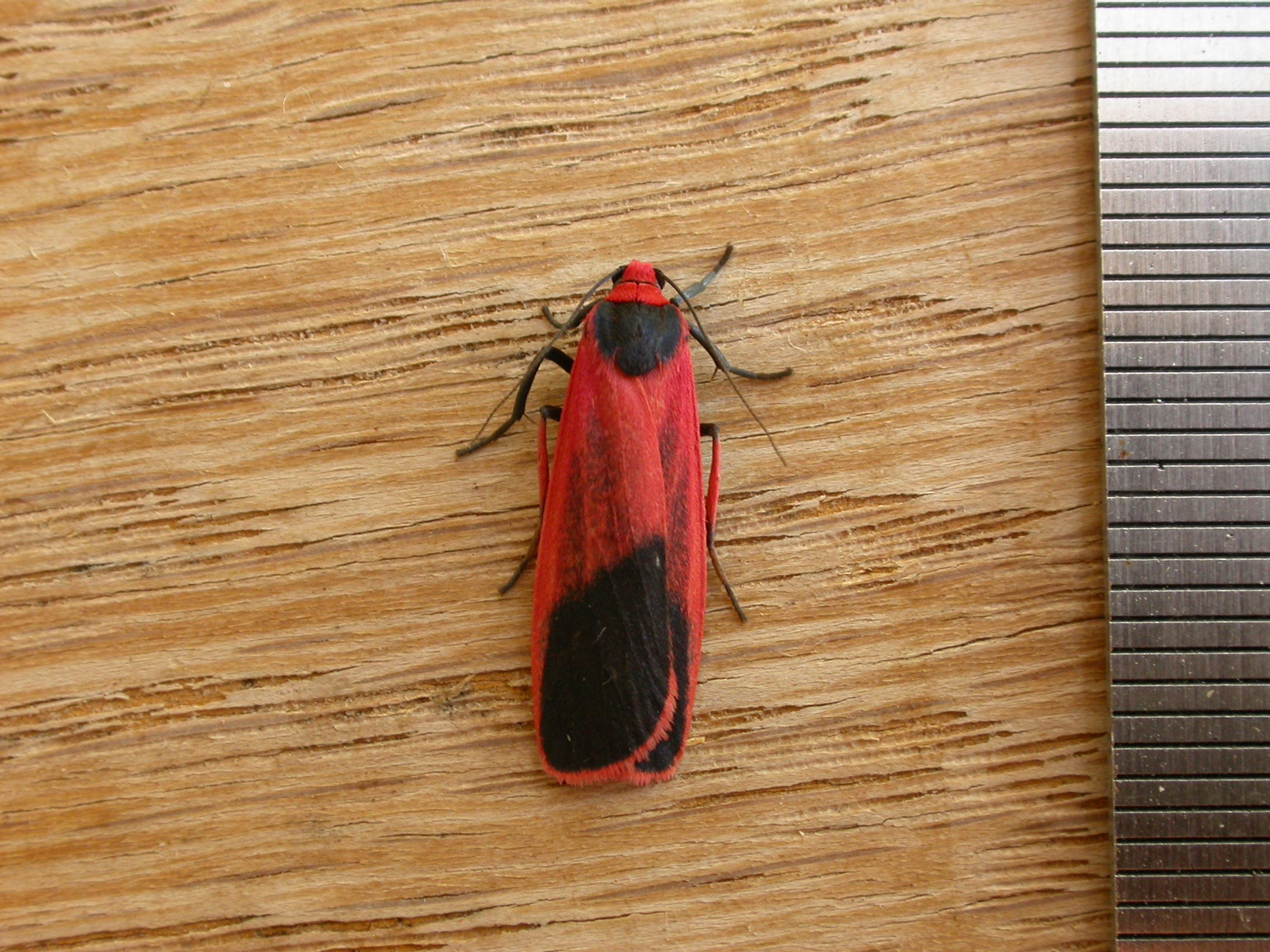